# Cristo de la Sala Capitular (San Cristóbal de La Laguna)
El Santísimo Cristo de la Sala Capitular, también conocido como Cristo del Amor Misericordioso, nombre que recibe por la inscripción que figuraba en el retablo de la Catedral de Nuestra Señora de los Remedios de San Cristóbal de La Laguna (Tenerife, Islas Canarias), donde estuvo colocado posteriormente, es una imagen de Jesucristo crucificado realizado en 1828 por el escultor Fernando Estévez de Salas para la Sala Capitular de la Catedral Nivariense.

## El encargo
Tras la creación de la Diócesis de Nivaria en 1819 y la posterior edificación de la Catedral de Nuestra Señora de los Remedios, en la ciudad de San Cristóbal de La Laguna, existió la necesidad de una imagen de Cristo que presidiera la Sala Capitular. El proyecto de ejecución lo planteó Cristóbal Bencomo en 1826 quien pretendía que su autor fuera sevillano. Renunciándose a esta idea, la realización de la obra fue encargada al escultor villero Fernando Estévez, en plena madurez artística.

## La obra

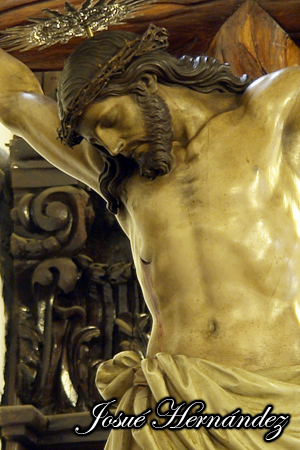
Detalle del Stmo. Cristo de la Sala Capitular, en su cruz procesional

El Cristo de la Sala Capitular es el punto final de todo un proceso escultórico que escapa definitivamente de los resabios barrocos para aceptar los postulados académicos. Esta imagen de Cristo crucificado nada tiene que ver con la homónima realizada por el escultor José Luján Pérez. La frialdad y la naturalidad académicas son las notas más dominantes, demostrando su independencia frente al pasado, pero con un sentido sublime y solemne, como podemos observar en obras como el San Pedro Apóstol de la Parroquia de Nuestra Señora de la Concepción de La Orotava o el Nazareno de la Iglesia de Santo Domingo de Santa Cruz de La Palma.
Estévez no la concibió como imagen de devoción, ni siquiera para salir en procesión. No cuenta con el talante barroco ni con el patetismo de los Cristos medievales (Santísimo Cristo de La Laguna, por ejemplo). Se trata, sin duda, de una imagen para presidir, para ser contemplada, admirada. El escultor villero demuestra tener conocimientos sobre el Neoclasicismo que él mismo impartiría en la Academia de Bellas Artes de Canarias, donde desempeñó el cargo de Catedrático de Dibujo Lineal y Adorno, de cuyo discurso de ingreso puso de relieve su carácter erudito de la creación artística.
La condición de "discípulo aventajado", pues nadie como él sedujo a su maestro Luján en el manejo de las gubias, en el conocimiento de materiales y, sobre todo, en su aplicación al estudio del arte, queda patente en esta obra. El Cristo sin vida pende de la cruz, descansando la cabeza sobre el hombro derecho con una expresión bondadosa. Ofrece un perfecto estudio de la musculatura, que apenas deja entrever la constitución ósea. Un mechón de pelo le cae por dicho hombro, mientras que en el lado contrario es recogido dejando a la vista media oreja. Apenas muestra signos de dolor ni presenta heridas, salvo las llagas de las manos y el costado, de las que sale de forma tímida unas pequeñas hileras de sangre. En un principio fue colocado en la famosa cruz de filigrana, realizada en La Orotava por el platero Juan Ignacio de Estrada en 1670, para presidir la sala capitular de la catedral, tal como indica Antonio Pereyra Pacheco en su manuscrito sobre la Catedral de los Remedios: "Bajo el dosel se puso la Cruz de filigrana de plata, en que salía antiguamente en procesión el Santo Cristo de los Remedios, y en ella pendiente un hermoso Cruxifijo de tamaño natural, hecho en la Villa de La Orotava por don Fernando Estévez, cuya esfigie no desmerece de las mexores que se ejecutan en Europa"

## Hermandad del Cristo del Amor Misericordioso y Servidores del Templo

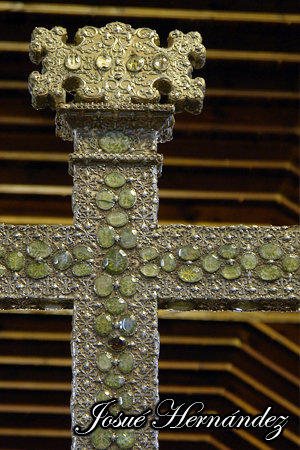
Cruz de filigrana (1670) en la que estuvo el Stmo. Cristo de la Sala Capitular

El 29 de marzo de 1984 se funda la Hermandad del Cristo del Amor Misericordioso y Servidores del Templo, que eligen como imagen titular al Cristo de la Sala Capitular. Desde entonces, procesiona en la tarde del Lunes Santo y en la Procesión Magna del Viernes Santo, en una cruz cilíndrica de madera tallada por el ebanista Enrique Villamanzo. Desde hace unos años acompaña en el paso una imagen de Santa María Magdalena, también obra de Fernando Estévez, encargada por la Cofradía de Nuestra Señora del Carmen para que procesionara con el Cristo Predicador, que actualmente forma parte del paso de la Entrada Triunfal de Jerusalén. De esta manera, la imagen de Santa María Magdalena consiguió que el paso ganara en gracia y elegancia.